# 199
199（一百九十九）是198與200之間的自然數。

## 在數學中
- 第46個質數。前一個為197、下一個為211。
  - 第15對孿生質數，為（197、 199）。
  - 高斯質數之一。
- 第94個十进制的等數位數。前一個為197、下一個為201。
- 第12個中心三角形數
- 相反數-199為最小的殭屍數，即位數和（首位含負號）的平方與自身的和大於零的負數，即{\displaystyle {{-{199}}+{{\left({{{-{1}}+{9}}+{9}}\right)}^{2}}}=90}。後一個為-198（OEIS數列A328933）。所有負數中，只有26個整數有此種性質。